# São Paulo (Nuno Gonçalves)
São Paulo, é um quadro do pintor português Nuno Gonçalves. Pintura a óleo sobre madeira, mede 135 cm de altura e 83 de largura.
O quadro está no Museu Nacional de Arte Antiga de Lisboa.